# Regiões da Papua-Nova Guiné
As quatro regiões da Papua-Nova Guiné são a sua mais ampla escala das divisões administrativas. Embora as vinte províncias-nível divisão são as principais divisões administrativas do país, as regiões são muito importantes na vida diária, pois muitas vezes são a base para a organização dos serviços públicos (tais como a polícia), operações corporativas, competições desportivas, e até mesmo as maquinações da política. Por exemplo, houve muita discussão durante anos, de quantos primeiros-ministros vieram de cada região, e se uma região determinada está em falta de fornecer o seguinte. Os ministros e os chefes departamentais muitas vezes são indicados com um olho para a manutenção de um equilíbrio total entre as regiões.
As pessoas geralmente identificam-se fortemente com a sua região, e a rivalidades inter-região pode ser intensa.
As quatro regiões são:
- Região das Terras Altas: Simbu, Terras Altas Orientais, Enga, Terras Altas do Sul, e Planalto Ocidental.
- Região das Ilhas: Nova Bretanha Oriental, Manus, Nova Irlanda, Ilhas Salomão do Norte, e Nova Bretanha Ocidental.
- Região de Momase: East Sepik, Madang, Morobe, e Sandaun.
- Região de Papua: Central, Gulf, Milne Bay, Oro, Província Ocidental, e o Distrito da Capital Nacional.

Momase é um recentemente concebido portmanteau palavra que combina as duas primeiras cartas de  Morobe, Madang, e Sepik.

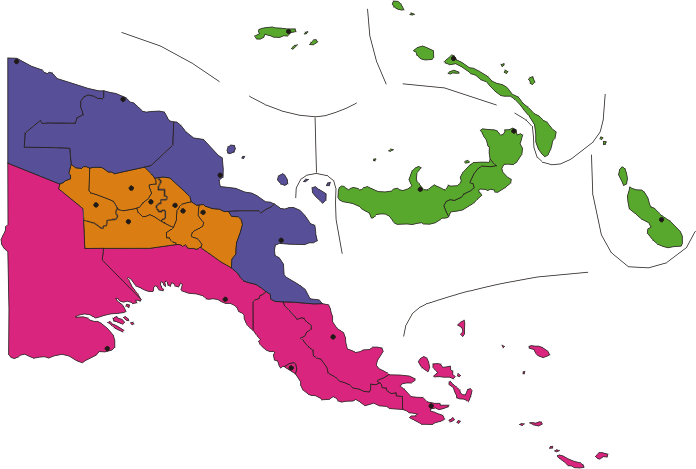
Região das Terras Altas
Região das Ilhas
Região de Momase
Região de Papua (Austral)